# W91
A W91 foi uma linha de ogivas (já que o projeto foi cancelado em 1991) termonucleares de combate dos Estados Unidos da América, foi projetada em 1988 em Los Alamos, não há muita informação sobre o projétil, por que o governo dos Estados Unidos não liberou muitas informações, apenas que os primeiros testes geraram 100 quilotons.